# Asura craigii
Asura craigii är en fjärilsart som beskrevs av Holland 1893. Asura craigii ingår i släktet Asura och familjen björnspinnare. Inga underarter finns listade i Catalogue of Life.